# 31. območni štab Slovenske vojske
31. območni štab (kratica: 31. OŠTO/31. OŠSV) je bil območni štab, sprva Teritorialne obrambe Republike Slovenije, nato pa Slovenske vojske, ki je bil aktiven med slovensko osamosvojitveno vojno.
Spadal je pod poveljstvo 3. pokrajinskega štaba in deloval v sklopu Gorenjske pokrajine.

## Zgodovina
OŠTO je bil ustanovljen v veliki reorganizaciji TO RS v aprilu/maju 1991 v skladu z Zakonom o obrambi in zaščiti, ki je bil sprejet 29. marca 1991 in stopil v veljavo 14. aprila istega leta: 30. aprila so bili ukinjeni občinski štabi in naslednji dan (1. maja) ustanovljeni območni štabi.
Med slovensko osamosvojitveno vojno so teritorialci 31. OŠTO zajeli 20 starešin in 127 vojakov JLA ter 13 zveznih miličnikov.
Leta 1998 je bila izvedena nova strukturna reorganizacija Slovenske vojske, s katero so bili ukinjeni območni štabi.

## Poveljstvo
Junij 1991
- poveljnik OŠTO: major Mihael Rauter
- načelnik štaba OŠTO: major Janez Ude